# تشارلز إدوارد بوردن
تشارلز إدوارد بوردن (بالإنجليزية: Charles Edward Borden)‏ هو عالم آثار أمريكي وكندي، ولد في 15 مايو 1905 في نيويورك في الولايات المتحدة، وتوفي في 25 ديسمبر 1978 في فانكوفر في كندا.